# Traktat florydzki
Traktat florydzki znany również jako traktat transkontynentalny i traktat Adams-Onís – zawarty 22 lutego 1819 roku pomiędzy Stanami Zjednoczonymi a Hiszpanią.

## Okoliczności zawarcia traktatu
Niesprecyzowane granice pomiędzy hiszpańską Florydą a zakupioną w 1803 przez USA Luizjaną powodowały spór terytorialny. Jednocześnie o przejęciu obszaru Florydy myślały rządy Anglii, Rosji i Francji. Początkowo USA zgłaszały pretensje jedynie do zachodniej części tego obszaru uznając ją za przynależną do Luizjany. W 1804 negocjacje w tej sprawie prowadzili w Madrycie James Monroe i Charles Pinckney, jednak do porozumienia nie doszło. Tymczasem wśród licznych Amerykanów zamieszkujących Florydę pojawiły się dążenia separatystyczne. W 1810 część osadników zbrojnie zajęła Baton Rouge i ogłosiła Florydę Zachodnią obszarem wolnym i niepodległym. Prezydent Madison rozkazał wówczas armii zajęcie tego terytorium do rzeki Pearl. Spotkało się to z nieprzychylną reakcją Rosji, Francji i Anglii, jednak ówczesny Sekretarz Stanu Robert Smith oświadczył, że USA jedynie ubiegło działania brytyjskie w tym regionie. 15 stycznia 1811 Kongres przyjął rezolucję głoszącą, że nie dopuści do przejęcia Florydy przez żadne z państw trzecich. W kwietniu 1813 oddziały amerykańskie pod wodzą gen. Wilkinsona przejęły tereny aż do rzeki Perdido. Sprawa Florydy miała nawet trafić pod obrady kongresu wiedeńskiego, jednak nie zakończyło się to żadnymi ustaleniami. Wiosną 1818 oddziały gen. Jacksona w pościgu za Indianami wkroczyły na obszar Florydy Wschodniej. Hiszpania zmagająca się wówczas z licznymi problemami zarówno wewnętrznymi, jak i w swych koloniach, postanowiła przystąpić do negocjacji.

## Postanowienia traktatu
22 lutego 1819 zakończyły się pertraktacje pomiędzy amerykańskim sekretarzem stanu Johnem Quincy Adamsem a Luisem de Onís, hiszpańskim posłem w Waszyngtonie. Na mocy postanowień wynegocjowanego traktatu Hiszpania zobowiązała się do przekazania Florydy zarówno Zachodniej, jak i Wschodniej Stanom Zjednoczonym za łączną kwotę 5 mln dolarów, które Stany miały wypłacić własnym obywatelom wysuwającym roszczenia wobec władz hiszpańskich. Ponadto USA uznały granice pozostałych posiadłości hiszpańskich na kontynencie. Z kolei Hiszpania uznała amerykańskie roszczenia terytorialne względem sięgającego wybrzeży Pacyfiku Oregonu.